# Temporada 1965-66 de los Detroit Pistons
La temporada 1965-66 fue la 18.ª de los Pistons en la NBA, y la 9.ª en su localización de Detroit, Míchigan. La temporada regular acabaron con 22 victorias y 58 derrotas, ocupando la quinta y última posición de la División Oeste y no logrando clasificarse para los playoffs.

## Elecciones en elDraft
| Ronda | Puesto | Jugador         | Posición  | Nacionalidad   | Universidad     |
| ----- | ------ | --------------- | --------- | -------------- | --------------- |
| -     | T      | Bill Buntin     | Pívot     | Estados Unidos | Michigan        |
| 2     | 11     | Tom Van Arsdale | Escolta   | Estados Unidos | Indiana         |
| 3     | 20     | Ron Reed        | Ala-Pívot | Estados Unidos | Notre Dame      |
| 4     | 29     | Jim King        |           | Estados Unidos | Oklahima State* |

## Temporada regular
| División Oeste         | División Oeste | División Oeste | División Oeste | División Oeste | División Oeste | División Oeste | División Oeste | División Oeste |
| Equipo                 | G              | P              | %              | PD             | Casa           | Fuera          | Neutral        | Div            |
| ---------------------- | -------------- | -------------- | -------------- | -------------- | -------------- | -------------- | -------------- | -------------- |
| x-Los Angeles Lakers   | 45             | 35             | .563           | –              | 28–11          | 13–21          | 4–3            | 29–11          |
| x-Baltimore Bullets    | 38             | 42             | .475           | 7              | 29–9           | 4–25           | 5–8            | 20–20          |
| x-St. Louis Hawks      | 36             | 44             | .450           | 9              | 22–10          | 6–22           | 8–12           | 19–21          |
| San Francisco Warriors | 35             | 45             | .438           | 10             | 12–14          | 8–19           | 15–12          | 21–19          |
| Detroit Pistons        | 22             | 58             | .275           | 23             | 13–17          | 4–22           | 5–19           | 11–29          |

## Estadísticas
| Rk | Jugador          | Edad | P  | PT | MP   | TC  | TCI  | %TC  | TL  | TLI | %TL  | RB   | AS  | FP  | PTS  |
| 1  | Eddie Miles      | 25   | 80 |    | 34.9 | 7.9 | 17.7 | .447 | 3.7 | 5.0 | .741 | 3.8  | 2.8 | 2.5 | 19.6 |
| 2  | Dave DeBusschere | 25   | 79 |    | 34.1 | 6.6 | 16.3 | .408 | 3.2 | 4.8 | .659 | 11.6 | 2.6 | 3.2 | 16.4 |
| 3  | Ray Scott        | 27   | 79 |    | 33.6 | 6.9 | 16.6 | .416 | 4.1 | 5.5 | .743 | 9.6  | 3.0 | 2.6 | 17.9 |
| 4  | Rod Thorn        | 24   | 27 |    | 30.2 | 5.3 | 12.7 | .417 | 3.3 | 4.6 | .732 | 3.7  | 2.4 | 2.5 | 13.9 |
| 5  | Joe Strawder     | 25   | 79 |    | 27.6 | 3.2 | 7.8  | .408 | 2.2 | 3.2 | .688 | 10.4 | 1.0 | 3.9 | 8.6  |
| 6  | Tom Van Arsdale  | 22   | 79 |    | 25.8 | 3.9 | 10.6 | .374 | 2.6 | 3.7 | .721 | 3.9  | 2.6 | 3.2 | 10.5 |
| 7  | Joe Caldwell     | 24   | 33 |    | 21.7 | 4.3 | 10.2 | .423 | 1.8 | 2.7 | .682 | 5.8  | 2.0 | 1.9 | 10.5 |
| 8  | Chico Vaughn     | 25   | 37 |    | 20.9 | 3.0 | 7.6  | .390 | 1.6 | 2.2 | .732 | 1.7  | 2.8 | 1.6 | 7.6  |
| 9  | John Barnhill    | 27   | 45 |    | 20.6 | 3.1 | 8.1  | .383 | 1.3 | 2.2 | .602 | 2.5  | 2.5 | 1.7 | 7.5  |
| 10 | Donnie Butcher   | 29   | 15 |    | 19.0 | 3.0 | 6.4  | .469 | 1.2 | 2.3 | .529 | 2.2  | 2.0 | 2.7 | 7.2  |
| 11 | Ron Reed         | 23   | 57 |    | 17.5 | 3.3 | 9.2  | .355 | 0.9 | 1.8 | .540 | 5.9  | 1.6 | 2.3 | 7.5  |
| 12 | Bill Buntin      | 23   | 42 |    | 17.0 | 2.8 | 7.1  | .395 | 2.1 | 3.4 | .615 | 6.0  | 0.9 | 2.8 | 7.7  |
| 13 | John Tresvant    | 26   | 46 |    | 16.4 | 2.9 | 7.0  | .416 | 2.5 | 3.4 | .728 | 6.1  | 1.3 | 3.0 | 8.3  |
| 14 | Don Kojis        | 27   | 60 |    | 13.1 | 3.0 | 7.3  | .415 | 1.3 | 2.4 | .539 | 4.3  | 0.7 | 1.6 | 7.3  |
| 15 | Bob Warlick      | 24   | 10 |    | 7.8  | 1.1 | 3.8  | .289 | 0.2 | 0.6 | .333 | 1.6  | 1.0 | 0.8 | 2.4  |

## Galardones y récords
| Jugador          | Galardón                            |
| Tom Van Arsdale  | Mejor quinteto de rookies de la NBA |
| Dave DeBusschere | All-Star                            |